# Kimmichsweiler/Oberhof
Kimmichsweiler/Oberhof ist ein Stadtteil von Esslingen am Neckar in Baden-Württemberg.
Kimmichsweiler wird seit 1750 genannt. Später gehörte der Ort zu Hegensberg. 1913 erfolgte die Umgemeindung nach Esslingen. Hegensberg folgte ein Jahr später.
Oberhof gehörte bereits von 1301 bis 1693 zu Esslingen, danach zur Gemeinde Oberesslingen. Zusammen mit dieser wurde es im Jahr 1913 in die Stadt Esslingen eingegliedert.